# Браян Тернер
Браян Тернер (англ. Brian Turner; нар. 31 липня 1949) — новозеландський футболіст, що грав на позиції півзахисника, нападника. Виступав, зокрема, за англійські клуби «Портсмут» і «Брентфорд», а також національну збірну.
По завершенні ігрової кар'єри — тренер. З 2010 року входить до тренерського штабу збірної Нової Зеландії.

## Клубна кар'єра
Браян Тернер народився в Англії, проте вже у ранньому віці переїхав до Нової Зеландії. У дорослому футболі дебютував 1966 року виступами за команду клубу «Маунт Альберт-Понсонбі», в якій провів один рік, взявши участь лише у 2 матчах чемпіонату, а в 1967 році захищав кольори клубу «Еден».
У 1968 році повернувся до Англії, де приєднався до «Челсі» на один сезон, але його спроба пробитися до першої команди клубу виявилася провальною. Потім протягом короткого періоду захищав кольори клубу «Портсмут», після чого два з половиною сезону відіграв за «Брентфорд».
У 1972 році повернувся до Нової Зеландії, де приєднався до «Маунт-Веллінгтон», в якому відіграв 8 сезонів. У складі «Маунт-Веллінгтон» був одним з головних бомбардирів команди, маючи середню результативність на рівні 0,45 голу за гру першості.
У 1981 році Тернер переїхав до Австралії, де виступав спочатку за «Блактаун Сіті Демонс», а потім за «Вуллонгонг Вулвз», після чого знову повернувся до Нової Зеландії, де Браян захищав кольори «Гісборн Сіті», «Папатото», «Маунт-Веллінгтон», «Еден».
Завершив професійну ігрову кар'єру у клубі «Бей Олімпік». Прийшов до команди 1986 року, захищав її кольори до припинення виступів на професійному рівні у 1988 році.

## Виступи за збірну
5 листопада 1967 року дебютував у складі національної збірної Нової Зеландії у програному (3:5) 59-му транс-Тасманському дербі проти Австралії, в цьому поєдинку відзначився фантастичним 21-им голом в історії протистоянь цих збірних. Протягом кар'єри у національній команді, яка тривала 16 років, провів у формі головної команди країни 59 матчів, забивши 21 гол. Якщо ж враховувати й неофіційні матчі, то Браян відіграв рекордні для збірної 102 матчі.
Тернер був незмінним гравцем основи збірної Нової Зеландії, яка кваліфікуваласяся на Чемпіонат світу з футболу 1982 року в Іспанії, зігравши у всіх, крім 3-ох кваліфікаційних, матчах. Проте на самому чемпіонаті він зіграв усього в 1 поєдинку, вийшовши на заміну наприкінці програного (0:4) матчу проти Бразилії. Цей матч став останнім для Тернера у футболці національної збірної, оскільки сам гравець оголосив про завершення кар'єри у збірній після поразок новозеландців у груповому етапі від Шотландії, СРСР та Бразилії.
Незважаючи на те, що Тернеру було вже за 30 років, він продовжував грати на клубному рівні в Новій Зеландії, перш ніж продовжити свою футбольну діяльність уже в тренерській іпостасі. Успішні виступи Браяна принесли йому три титули Гравця року, а в 1995 році його було введено до новозеландської Зали Слави.
У складі збірної також був учасником кубку націй ОФК 1973 року у Новій Зеландії, здобувши того року титул переможця турніру.

## Кар'єра тренера
Розпочав тренерську кар'єру, повернувшись до футболу після тривалої перерви, 2010 року, увійшовши до тренерського штабу національної збірної Нової Зеландії, в якому Браян Тернер працює і досі.

## Адміністративна кар'єра
У 2013 році Тернер заснував незалежну організацію Друзі Футболу

## Досягнення

### Клубна
- Національна ліга Сокера («Маунт-Веллінгтон»)
  -  Чемпіон (4): 1972, 1974, 1979, 1980

- Кубок Четхема
  -  Володар (2): 1973, 1980

- Четвертий дивізіон Футбольної ліги
  -  Бронзовий призер (1): 1971/72[7]

### Збірні
- Володар Кубка націй ОФК: 1973

### Індивідуальні
- Гравець року в Новій Зеландії: 1974, 1979, 1980
- Зала слави NZSMA: 1995
- Медаль відмінника Друзів Футболу 2015[8]